# Deborah Hughes Hallett
Pour les articles homonymes, voir Hallett.
Deborah J. Hughes Hallett, née en 1944, est une mathématicienne d'origine britannique, qui travaille en tant que professeure de mathématiques à l'Université de l'Arizona. Son domaine d'expertise est l'enseignement des mathématiques dans le premier cycle. Elle a également enseigné en tant que professeure de didactique de l'Enseignement des Mathématiques à l'Université Harvard et continue de travailler à Harvard en tant que professeur adjoint de politique publique à la John F. Kennedy School of Government.

## Carrière
Hughes Hallett obtient son baccalauréat en mathématiques à l'Université de Cambridge en 1966, et une maîtrise de l'université Harvard en 1976. Elle travaille en tant que précepteur à Harvard de 1975 à 1991, puis en tant que professeur à l'Université technique du Moyen-Orient d'Ankara en Turquie, de 1981 à 1984, et ensuite en tant que membre de la faculté à l'université d'Harvard, de 1986 à 1998. Elle a servi en tant que professeur de pratique dans l'enseignement des mathématiques à l'université Harvard, de 1991 à 1998. Elle part en Arizona en 1998, et occupe un poste à la Kennedy School en 2001.

## Réalisations
Avec Andrew M. Gleason à Harvard, elle est l'un des fondateurs du Calculus Consortium, un projet de réforme de l'enseignement universitaire du calcul. À travers le consortium, elle est l'auteure d'une collection de manuels de mathématiques à succès et influents pour l'école secondaire et le collège. Cependant, le projet est également critiqué pour l'omission de sujets tels que le théorème de la valeur moyenne et pour son manque de rigueur mathématique,,.

## Prix et distinctions
Elle est conférencière invitée au congrès international des mathématiciens en 1994.
Elle remporte en 1998 le prix Louise Hay pour ses contributions à l'enseignement des mathématiques, décerné par l'Association for Women in Mathematics.
Elle est deux fois lauréate du prix ICTCM, d'abord en 1998 pour son cours en ligne « Information, Data and Decisions » puis en 2000, pour « Computer Texts for Business Mathematics ».